# Przełęcz Karikachi
Przełęcz Karikachi (jap. 狩勝峠 Karikachi-tōge) – znajdująca się na wysokości 644 m n.p.m. i długa na 21 km przełęcz na północnym krańcu gór Hidaka, na wyspie Hokkaido, w Japonii. Przecina ją droga krajowa nr 38, prowadząca do miast Minamifurano i Shintoku.